# Staatsforst Göhrde

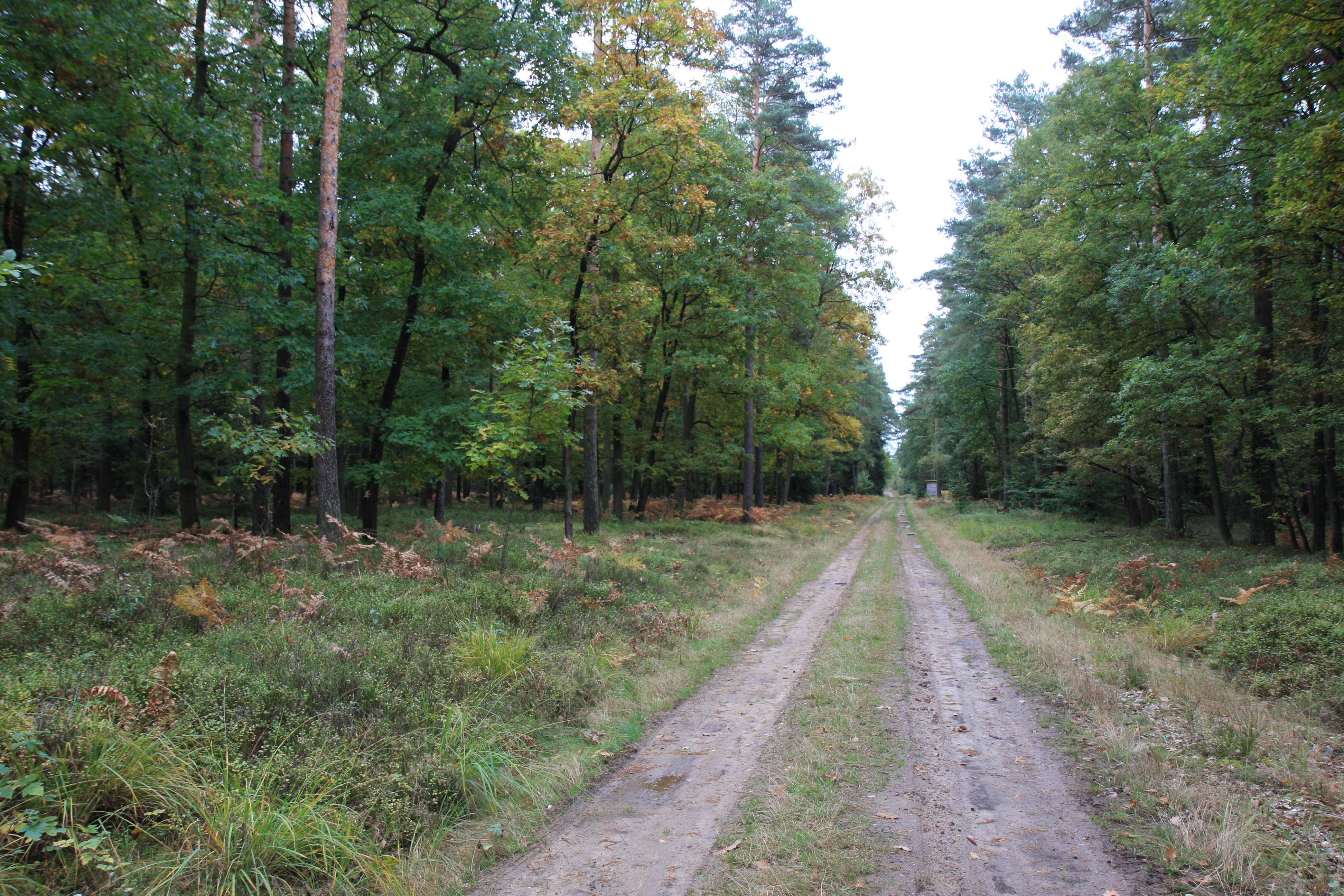
Waldweg in der Göhrde mit Blick in Richtung Röthen

Der Staatsforst Göhrde (kurz: die Göhrde) ist das größte zusammenhängende Mischwaldgebiet Norddeutschlands und liegt in den Landkreisen Lüchow-Dannenberg, Lüneburg und Uelzen.

## Beschreibung
Die Göhrde umfasst das gesamte gemeindefreie Gebiet Göhrde, Teile der Gemeinde Göhrde (beides Landkreis Lüchow-Dannenberg) sowie Teile der Gemeinden Nahrendorf, Boitze (Landkreis Lüneburg) und Himbergen (Landkreis Uelzen). Der Forst ist ein Teilbereich des Naturparks Wendland.Elbe und erstreckt sich auf einem durchschnittlich 80 Meter über NN (etwa 50 bis 110 m NN) befindlichen Hochplateau im Nordwesten des Drawehn.
Der Staatsforst Göhrde ist rund 75 km² groß und in Kernbereichen mit sehr altem Baumbestand bewachsen. Viele dieser Baumriesen (vor allem Stieleichen) sind als Naturdenkmale ausgewiesen und geschützt. Hauptbaumarten des Waldes auf meist sandbödigem, welligem Relief sind Waldkiefern sowie Rotbuchen, Fichten und Eichen. Die langstieligen Eichen sind für den Waldbau bedeutsam und gehören zu den gewinnbringendsten in Deutschland. Das liegt an feinen Jahresringen, die durch das sonnenwarme und niederschlagsarme Klima entstehen. Im Breeser Grund im Süden der Göhrde hat sich ein 37 ha großer Hutewald mit alten Solitäreichen und Heidelandschaft erhalten.
Im Wald leben Damwild, Rotwild und Schwarzwild. Der Europäische Mufflon ist durch die Rückkehr des Wolfes ausgestorben. Die Mufflons der Göhrde bildeten einen der letzten reinrassigen Bestände – die Ursprungsregionen Korsika und Sardinien mit einbezogen – und stellten einen unwiederbringlichen Genpool dar.
Als besonders schutzwürdige Kernzonen sind als FFH-Gebiete der Breeser Grund sowie die Buchenwälder in der Göhrde südöstlich des Ortes Göhrde an die EU gemeldet worden.

## Geschichte

### Vor- und Frühgeschichte
Archäologische Funde lassen auf eine Besiedelung der Göhrde bereits im Neolithikum schließen. Zu den Bodendenkmälern gehören vor allem zwei jungsteinzeitliche Großsteingräber bei Grünhagen (Leitstade I und II), die noch vor dem Jahre 2500 v. Chr. entstanden und der Opferstein von Plumbohm. Gräberfelder aus der Bronzezeit deuten darauf hin, dass die frühen Siedlungen rund um die heutige Göhrde lagen.
Zwischen dem 6. und 7. Jahrhundert lag die Göhrde im Grenzgebiet zwischen Sachsen und Wenden, die aus dem Osten über die Elbe vorgedrungen waren. Der Name Göhrde leitet sich wahrscheinlich aus dem slawischen Wort gora für „Berg“ oder „(bergiger) Wald“ ab.

### Mittelalter und Neuzeit

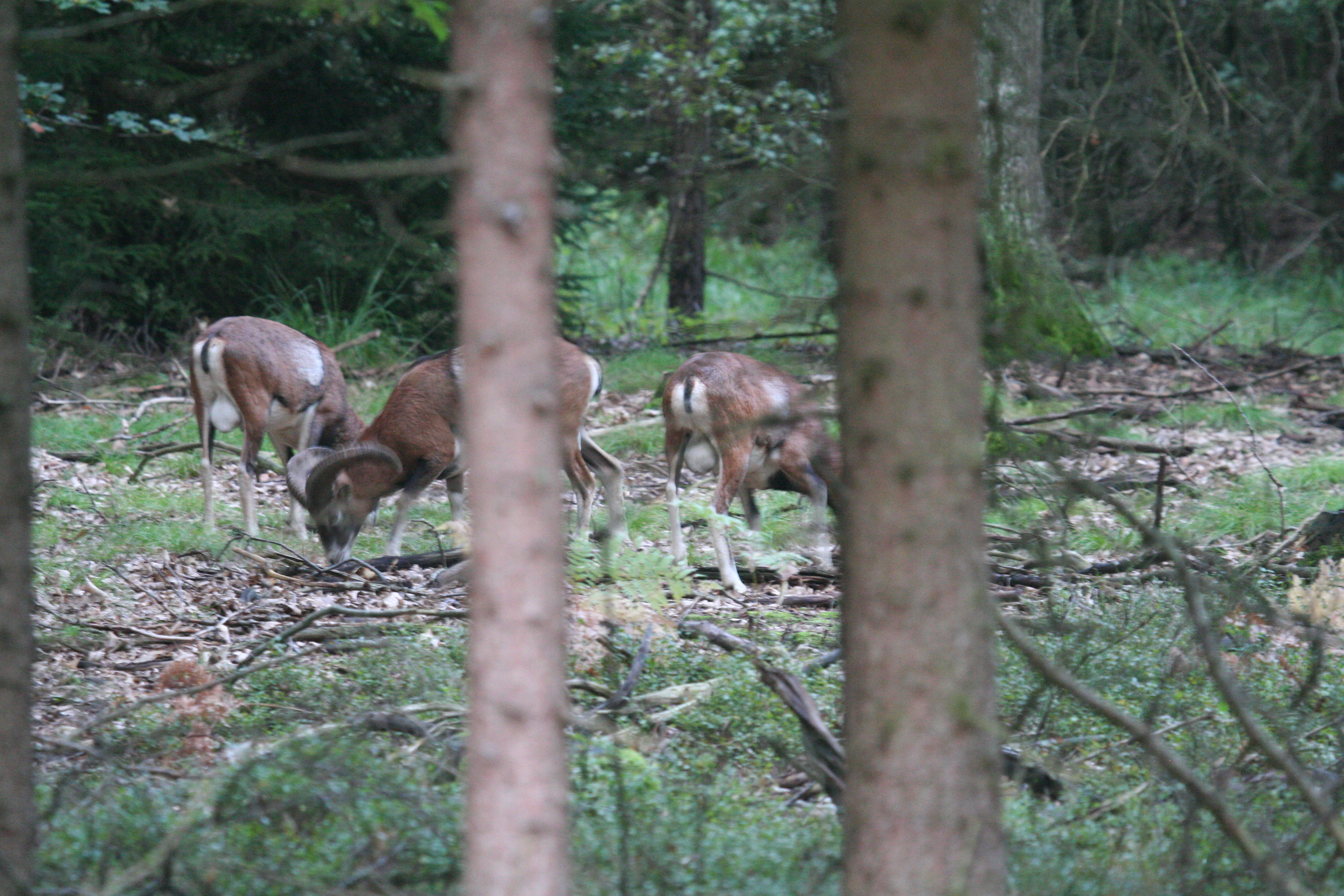
Muffelwild in der Göhrde

Ab dem 12. Jahrhundert wurde mit den ersten Grafschaften eine Verwaltungsgliederung im Wendland eingeführt. In jener Zeit bildeten sich auch Siedlungen in der Göhrde selbst. Das ehemalige Dorf Krötz (damals: Croitz) wird erstmals in einer Urkunde von 1289 erwähnt, einem Vertrag zwischen Herzog Otto II. von Braunschweig und Lüneburg und dem Uelzener Abt Johann über die Überlassung von Salz der Lüneburger Saline. Diese Dörfer jedoch, vornehmlich die Orte Lütz, Krötz und Vieschau, wurden in der ersten Hälfte des 15. Jahrhunderts im Auftrag der regierenden Fürsten zerstört und ihre Bewohner vertrieben, denn die Göhrde war ein bevorzugtes Jagdgebiet der Herzöge von Braunschweig-Lüneburg. Im Jahre 1456 wurde die Göhrde herzoglicher Bannforst und damit für alle gesperrt, die nicht zum Hof gehörten. Das Dannenberger Amptbuch von 1559 schreibt über ein weiteres Göhrde-Dorf mit dem Namen Vickow (auch Viekau oder Wiekau): Vickow ist jetzt Wüste undt seind die Leute im Ampte Hitzacker vor setzett. Der Name „Viekau-Kuhle“ im Jagen 210 bezieht sich auf diese einstige Ansiedlung.
In jener Zeit wurden die Eichen- und Buchenwälder am Rande der Göhrde von den ringsum siedelnden Bauern zur Waldmast ihres Viehs genutzt. Dies geschah im Rahmen strenger „Mastordnungen“, die als Gegenleistung Abgaben an den adligen Grundbesitzer regelten. Daher rühren Bezeichnungen wie Boecker Kuhtrift, Eichdorfer Rindertrift oder Schweinsgrund. Die Lüneburger Fürsten nutzten die Göhrde ebenfalls zur Waldmast, was auch Gegenstand von Verträgen zwischen ihnen war.
Die Holzrechte verblieben bei den Lüneburger Herzögen und gestatteten nur wenige Ausnahmen für den Holzeinschlag. Ein Holzvogt überwachte als fürstlicher Beamter die Nutzung des Forstes und wurde durch bäuerliche Abgaben unterhalten. Das Haupthaus des Holzvogtes, als das „Lusthaus“ bezeichnet, wurde um die Mitte des 16. Jahrhunderts als Jagdhütte errichtet. Es war ein zweigeschossiges Holzhaus mit der herzoglichen Schlafkammer und weiteren Räumen im Erdgeschoss. Im oberen Stockwerk befanden sich zwei kleine Räume für Jagdtrophäen. Nebengebäude waren ein Stallgebäude mit Knechtsstube und ein Netzhaus mit Hirsch-, Hasen- und Rehnetzen. Zu dieser Zeit wurde das Jagdgebiet mit Netzen umgeben, damit das Wild nicht entfliehen konnte. Die Jagdhütte war der Vorläufer des späteren Jagdschlosses in der Göhrde.

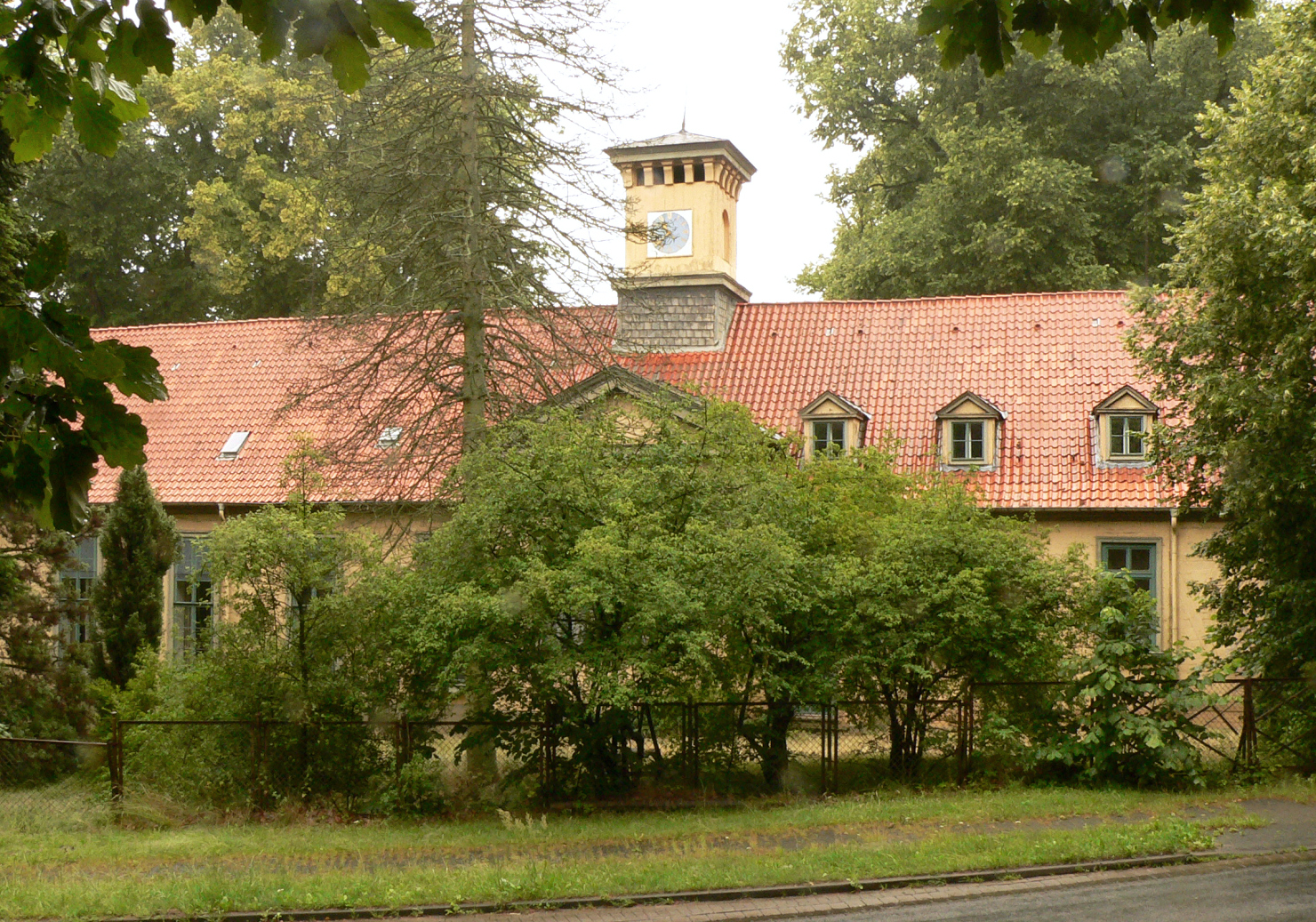
Früherer Marstall des Jagdschlosses Göhrde

Georg Ludwig, Herzog zu Braunschweig und Lüneburg, als Georg I. ab 1714 König von Großbritannien und Irland, beauftragte ab 1706 den Bau eines dreistöckigen Jagdschlosses in der Göhrde. 1709 war der damals stilvollste und größte Barockbau im Lüneburger Raum nach Plänen des Hofarchitekten Louis Remy de la Fosse abgeschlossen.
Ab 1766 war zwar die Göhrde noch königlicher Jagdbesitz, wurde jedoch nicht mehr bejagt, als Georg III. anordnete, die Jagd in der Göhrde zu verpachten, sich aber kein Pächter fand. Auch das Schloss blieb ungenutzt und war dem Verfall preisgegeben. 1827 ließ Georg IV. das Schloss abbrechen. Einzig der große Marstall und ein Kavaliershaus wurden instand gesetzt, um gelegentlich Jagdzwecken zu dienen. In der Ortschaft Göhrde im Kerngebiet des Staatsforstes stehen noch Gebäude des ehemaligen Jagdschlosses Göhrde.

### 19. Jahrhundert
1813 fand die Schlacht an der Göhrde während der Befreiungskriege auf dem Gebiet des heutigen Staatsforstes Göhrde statt, das zu dieser Zeit zum Departement der Aller im Königreich Westphalen gehörte.
1866 annektierte Preußen das Königreich Hannover und machte es zur preußischen Provinz Hannover. Fürst Pleß war neuer Oberstjägermeister in der Göhrde. Am 3. Dezember 1871 kam der preußische König Wilhelm I. – nunmehr deutscher Kaiser – erstmals in die Göhrde und beschloss, hier alljährliche Hofjagden abzuhalten, woran auch Kaiser Wilhelm II. festhielt. Wilhelm II. war es auch, der Mufflons in der Göhrde aussetzen ließ, die bereits 1910 zum jagdbaren Wild erklärt werden konnten. Am nördlichen Rand des Forstes im Dorf Breese am Seißelberge befindet sich der nach dem Staatsforst benannte Bahnhof Göhrde der Wendlandbahn. Da über diesen Bahnhof die Kaiser Deutschlands zur Jagd in den Forst fuhren, trägt er auch die umgangssprachliche Bezeichnung Kaiserbahnhof. Kurz vor dem Ersten Weltkrieg 1913 endete auch die kaiserliche Jagd, und 1934 in der Zeit des Nationalsozialismus wurde die Göhrde Staatsjagdrevier und schließlich Staatsforst.

### 20. und 21. Jahrhundert
Der Staatsforst Göhrde in Nieperfitz und Pommoissel ist seit den 1980er Jahren oft Ort von Auseinandersetzungen zwischen Demonstranten und der Polizei um Transporte von mit Atommüll gefüllten Castor-Behältern in das Brennelemente-Zwischenlager Gorleben gewesen.
Im Sommer 1989 wurde der Staatsforst durch zwei als Göhrde-Morde bezeichnete Doppelmorde schlagartig bundesweit bekannt.
2011 wurde mehrfach über Wolfssichtungen in der Göhrde berichtet.
Im Juli 2017 teilte die Landesjägerschaft Niedersachsen mit, im Raum Göhrde seien neun Welpen nachgewiesen worden.